# Kumagaya
Kumagaya (jap. 熊谷市 Kumagaya-shi) – miasto w Japonii, na wyspie Honsiu, w prefekturze Saitama. Ma powierzchnię 159,82 km². W 2020 r. mieszkało w nim 194 439 osób, w 80 030 gospodarstwach domowych  (w 2010 r. 203 192 osoby, w 75 416 gospodarstwach domowych).

## Położenie
Miasto leży w północnej części prefektury, graniczy z miastami:
- Gyōda
- Kōnosu
- Fukaya
- Higashimatsuyama
- Yoshimi
- Ōta (Prefektura Gunma)

## Przemysł
W mieście rozwinął się przemysł jedwabniczy, cementowy, drzewny oraz spożywczy.